# Чистяков, Анатолий Семёнович
Анато́лий Семёнович Чистяко́в (1908—1996) — советский дипломат. Чрезвычайный и полномочный посол.

## Биография
Член РКП(б).
- В 1947—1954 годах — заместитель заведующего Экономическим отделом МИД СССР.
- В 1954—1956 годах — заместитель заведующего Отделом международных организаций МИД СССР.
- В 1956—1962 годах — постоянный представитель СССР при Европейском отделении ООН в Женеве.
- В 1962—1965 годах — заведующий Отделом Юго-Восточной Азии МИД СССР.
- В 1965—1968 годах — заведующий Отделом международных экономических организаций МИД СССР.
- С 24 сентября 1968 по 29 марта 1973 года — чрезвычайный и полномочный посол СССР в Швейцарии[2].
- В 1973—1982 годах — на ответственной работе в центральном аппарате МИД СССР.

Похоронен на участке 3 Троекуровского кладбища Москвы.